# El Rastrojo
El Rastrojo es una localidad del estado mexicano de Oaxaca, forma parte del municipio de Santiago Juxtlahuaca.
Se localiza en las coordenadas 17°09′28″N 97°57′26″O / 17.15778, -97.95722 y a una altitud de 1.600 metros sobre el nivel del mar, en la zona nororiental del estado de Oaxaca. La mayor localidad cercana es la cabecera municipal, Santiago Juxtlahuaca, de acuerdo a los resultados del Conteo de Población y Vivienda de 2005 realizado por el Instituto Nacional de Estadística y Geografía era de 646 habitantes, de los cuales 318 eran hombres y 328 son mujeres.
Es una de las principales comunidades de la etnia triqui en Oaxaca.